# Thymus godayanus
Thymus godayanus là một loài thực vật có hoa trong họ Hoa môi. Loài này được Rivas Mart., A.Molina & G.Navarro miêu tả khoa học đầu tiên năm 1988.